# Utqiaġvik
Utqiaġvik, precedentemente nota come Barrow, è un comune nel nord dell'Alaska, negli Stati Uniti, capoluogo del borough di North Slope.

## Particolarità
Utqiaġvik, il cui nome precedente è un omaggio al funzionario inglese Sir John Barrow, è l'insediamento più a nord di tutti gli Stati Uniti, è una delle città con più di 2 000 abitanti più a nord del mondo. La vicina Punta Barrow (Point Barrow/Nuvuk) è il punto più a nord degli Stati Uniti d'America.
Secondo una stima, nel 2010 la popolazione cittadina ammontava a 4 212 abitanti. Tra il 18 e il 19 novembre il sole scende, e rimane sotto l'orizzonte per circa 65 giorni fino a quando non riappare, in genere il 22 o il 23 gennaio. Al 1º luglio 2014 la popolazione stimata è di 4 393 abitanti.

## Storia
Il 1º dicembre 2016 la città ha cambiato nome da Barrow a Utqiaġvik, il suo nome tradizionale in lingua iñupiat; la decisione è stata presa dopo un voto referendario effettuato nell'ottobre 2016.

## Geografia fisica

### Clima
Il clima di Utqiaġvik è di tipo polare. Infatti le estati sono brevi e fresche con picchi massimi di 15 °C. Gli inverni sono lunghi e rigidi con temperature che si trovano sempre sotto i −25 °C e picchi di −45 °C. Il record di Utqiaġvik è di −54 °C.

## Infrastrutture e trasporti
La cittadina è servita da un piccolo aeroporto, il più settentrionale degli Stati Uniti d'America, servito solamente da voli intrastatali.

## Sport
In riva al mare è presente un campo da football americano, dove gioca la squadra del paese, i Barrow Blue Turf, formata da ragazzi del luogo che partecipa al campionato statale.

## Nella cultura di massa
Il film 30 giorni di buio, non è stato veramente girato a Utqiaġvik, ma in Nuova Zelanda, dove è stato ricostruito l'ambiente descritto dagli autori nel fumetto 30 giorni di notte.